# 原仁史
原 仁史（はら ひとし、1955年（昭和30年）5月15日 - ）は、日本の政治家。元島根県雲南市長（1期）。

## 来歴
島根県大原郡大東町（現・雲南市大東町）出身。1978年（昭和53年）3月、京都大学法学部卒業。同年4月、島根県庁に奉職。農林水産部長、健康福祉部長などを歴任。2015年（平成27年）3月、島根県庁を定年退職。同年7月、公益財団法人ふるさと島根定住財団副理事長に就任。2016年（平成28年）6月、同財団理事長に就任。
2020年（令和2年）6月、財団理事長を退任。同年11月8日告示、11月15日執行の雲南市長選挙に自由民主党の推薦を受けて立候補。無投票により初当選した。

### 市長就任後
2020年（令和2年）11月28日、市長に就任。原は大型事業の見直しの方針を打ち出し、松江シティFCユースチームの設立が中止となった。
日本フットボールリーグの松江シティFCは2年以上前から地域活性化や若者定住に貢献するプロジェクトとして、ユースチームの設立を計画。選手の受け入れ先として想定していたのが雲南市にある島根県立大東高等学校であった。12月4日、原は松江シティFCの吉岡健二郎会長と会談した際、サッカー場整備事業を精査する方針を告げる。12月11日、松江シティFCは原の意向を受けて、雲南市で予定していたユースチームの設立を中止すると発表した。
同年12月9日、市議会本会議で所信表明をした後、市長室で執務中に、頭痛や吐き気などを訴えて雲南市立病院を受診。「高血圧緊急症」と診断され、出雲市内の病院に移って入院した。しかし、同月16日午前6時50分頃、入院先の病院の廊下で看護師の女性に素手で掴みかかるなどの暴行を加え、首や耳に怪我を負わせた傷害容疑により、県警出雲警察署に逮捕された。看護師は耳たぶをかみちぎられ、約6週間の怪我を負った。17日に病気治療を理由に釈放され、別の病院に入院した。市長の不在を受け、吉山治副市長が18日に職務代理者に就任した。21日、原は市議会議長宛てに辞職願を提出。22日、市議会が同意し、同日付で辞職。
市長としての在任期間は僅か25日であった（雲南市長史上最短の記録）。
2021年（令和3年）12月28日、雲南区検察庁は原を傷害罪で雲南簡裁に略式起訴した。雲南簡裁は罰金40万円の略式命令を出した。